# Helge Reiss
Pour les articles homonymes, voir Reiss.
Helge Reiss est un acteur norvégien né le 27 février 1928 à Oslo et mort le 11 novembre 2009 dans la même ville.

## Biographie
Helge Reiss est le fils de l'acteur norvégien Thorleif Reiss.
Il fréquente la Berg videregående skole.

## Filmographie
- 1948 – Den hemmelighetsfulle leiligheten (n'est pas crédité)
- 1959 – 5 loddrett
- 1961 – Hans Nielsen Hauge
- 1970 – Skulle det dukke opp flere lik, er det bare å ringe
- 1971 – Gråt elskede mann
- 1974 – Fleksnes fataliteter – Biovita Helsesenter
- 1974 – Den Siste Fleksnes
- 1976 – Bør Børson II
- 1976 – Olsenbanden for full musikk
- 1977 – Olsenbanden & Dynamitt-Harry på sporet
- 1978 – Formynderne
- 1979 – Brødrene Dal og professor Drøvels hemmelighet (série télévisée)
- 1980 – La elva leve!
- 1982 – For Tors skyld
- 1985 – Deilig er fjorden!
- 1987 – På stigende kurs
- 1989 – Vertshuset den gyldne hale
- 1992 – Det perfekte mord
- 1995 – Mot i brøstet – Kjærleik med något attåt (partie 1)
- 1997 – Mot i brøstet – Full krise (parties 1 et 2)
- 1998 – Karl & Co – Møter veggen
- 1998 – Nr. 13
- 2003 – Elling et sa maman : Ernst Bugge-Høvik
- 2004 – Hos Martin – Buddhistmunkens eventyr
- 2004 – Gråtass – Hemmeligheten på gården
- 2009 – Hotel Cæsar (série télévisée)